# George Seton (4e comte de Winton)
George Seton, 4e comte de Winton (c. 1641 - 6 mars 1704) est un royaliste écossais, conseiller privé et shérif du Haddingtonshire.

## Biographie
Il est le fils de George Seton (Lord Seton) (en) et d'Henrietta Gordon, une fille de George Gordon (2e marquis de Huntly) (en).
Il est en Europe pour ses études, lorsqu'il hérite de son grand-père des domaines familiaux en 1650. Malgré sa jeunesse, une lourde amende de 2000 £ lui est imposée par l'Acte de grâce de Cromwell.
Son tuteur et oncle Lord Kingston, l'élève « dans la vraie religion protestante », rompant ainsi le long attachement de sa famille à l'Église catholique. Le 19 juin 1656, Lord Kingston rapporte au Presbytère Haddington par ordre du Synode que Lord Winton a jusque-là été éduqué dans la religion protestante et que son éducation devait encore être soigneusement suivie.
Lord Winton fait preuve de son habileté et de sa bravoure au service de l'armée française au siège de Besançon en 1660. De retour en Angleterre avec une brillante réputation, il est bien accueilli par le roi Charles II, qui le nomme membre du Conseil privé d'Écosse et lui donne le commandement du Régiment d'infanterie d'East Lothian contre les Covenanters en 1666, après quoi il bat les rebelles à Pentland, et aussi, en 1679, il commande à nouveau le même régiment "sur ses propres charges, avec tous ses vassaux, en équipage noble, dans l'armée de sa Majesté de 14 000 hommes", à Bothwell Bridge, où les rebelles sont totalement vaincus. Après la bataille, il reçoit le duc de Monmouth et tous les officiers écossais et anglais à Seton.
En 1682, il est nommé shérif du Haddingtonshire, et en mai de la même année, il accompagne le duc d'York de Londres à Édimbourg sur la frégate Gloucester, qui fait naufrage  avec de grandes pertes en vies humaines, sur Yarmouth Sands. Une lettre intéressante écrite à M. Hewer d'Edimbourg, le lundi 8 mai 1682, sur ce désastre se trouve dans la correspondance de Samuel Pepys qui est aussi avec le duc d'York . En 1685, Lord Winton est nommé par le roi Jacques II Grand Maître de la Maison.
Toujours en 1685, Winton est de nouveau en action avec son régiment contre le comte d'Argyll.
En tant qu'érudit, le professeur Sinclair lui présente un ouvrage curieux et rare intitulé Le monde invisible de Satan découvert - ou Une collection de choix de relations avec les diables, les esprits, les sorcières et les apparitions en 1685. En 1691-93, il est en Hollande, à Amsterdam et à Leyde, où il rencontre des voyageurs et des savants en compagnie desquels il se plaît, car il se passionne pour les mathématiques et les sciences physiques.
Ce comte fait beaucoup pour améliorer sa propriété et pour le bien du public. Il construit un nouveau port à Cockenzie, appelé Port Seton, qui existe toujours sous ce nom, et est une modeste station balnéaire.
Alexander Nisbet dit de ce noble qu'« il imita l'extraordinaire loyauté de ses ancêtres ; aucun d'entre eux n'ayant jamais été coupable de trahison ou de rébellion, ni d'addict ou d'avarice, ni trouvé avec des terres de l'Église en leur possession ».

## Famille
Il épouse Christiane (mort en 1703), fille et héritière de John Hepburn d'Adinstoun à East Lothian. Ils ont deux fils :
- George Seton (5e comte de Winton) (en)
- Christopher Seton (décédé le 5 janvier 1705)